# 첸탕강
첸탕강(중국어 정체자: 錢塘江, 간체자: 钱塘江, 병음: Qiántáng Jiāng 한국어: 전당강)은 저장성 항저우시를 휘돌아 흐르는 강이다. 원류는 안후이와 장시성에서 시작하여 저장성의 성도인 항저우를 경유해 항저우만을 통해 동중국해로 흘러든다. 그 길이가 688km이다.
예로부터 하류의 장강 삼각주 지역과 맞닿아 바다의 수위가 높으면, 첸탕강의 강물이 역류하는 조석 해일 현상이 발생해 항저우에 홍수를 일으켰다. 육화탑이 첸탕 강변에 생긴 이유도 이러한 이유이다. 육화동자의 부모가 범람하여 역류하는 강물에 휩쓸려 가버렸기 때문에, 분노한 육화동자가 용왕에게 돌을 던져 부모를 돌려달라고 애원하는 동상이 입구에 서있다.
첸탕강이 역류할 때 생기는 해일파도는 지구상의 파도 중에서 가장 크고, 빠른 편이다. 특히 육화탑 앞의 강폭이 하구의 1/50 밖에 되지 않기 때문에, 음력 8월 18일 항저우만의 만조 때에는 높이 2~3m, 시속 25km의 해일이 이 육화탑 앞까지 거슬러 올라온다.
항저우의 시후는 첸탕강의 토사가 떠내려와 토사가 쌓여서 형성된 호수이다. 옛 이름은 절강(浙江)이다. 여기서 저장성의 이름이 유래되었다.

## 첸탕대교
첸탕일교(钱江一桥)의 원명은 첸탕강대교(钱塘江大桥)이고, 1934년에 건설을 시작해서 37년에 완성되었다. 전체 길이 1,453m이며, 철교 형식으로 만들어졌다. 상하이와 항저우를 이어주며, 그 규모가 볼만하다. 2008년을 기준으로 첸탕강에는 6개의 다리가 건설되어 있고, 낡은 첸탕일교를 재시공할 계획을 확정지었다.

## 같이 보기
- 항저우만 대교